# بنكسية أكويلونية
بنكسية أكويلونية (الاسم العلمي: Banksia aquilonia) هي نوع نباتي يتبع جنس البنكسية من فصيلة البروطية.